# Andrian Negai
Andrian Negai (n. 28 ianuarie 1985 în Chișinău) este un fotbalist moldovean care evoluează la clubul FC Milsami Orhei în Divizia Națională pe postul de portar.